# Nauki przyrodnicze
Nauki przyrodnicze – część nauk empirycznych badająca przyrodę, z wyłączeniem społeczeństwa. Badają one różne aspekty świata materialnego, ożywionego i nieożywionego, zwykle z zastosowaniem aparatu matematycznego, jak również właściwej sobie metodologii.
Starszym określeniem nauk przyrodniczych jest przyrodoznawstwo, które w najprostszym podejściu dzieli się na przyrodoznawstwo matematyczne i przyrodoznawstwo opisowe. Ze względu na to, że znaczna część tego, co tradycyjnie nazywane jest „przyrodoznawstwem opisowym”, coraz częściej korzysta z aparatu matematycznego, taki dychotomiczny podział przyrodoznawstwa obecnie zastępowany jest innymi podziałami.
Do nauk przyrodniczych w całości należą:
- nauki fizyczne jak fizyka, astronomia czy planetologia;
- chemia; szerzej rozumiane nauki chemiczne obejmują też inżynierię chemiczną zaliczaną do nauk technicznych;
- biologia; inne nauki biologiczne to np. biotechnologia wykraczająca poza ściśle rozumiane przyrodoznawstwo;
- część nauk o Ziemi jak geologia, oceanografia czy meteorologia.

Istnieją nauki, które należą do tej kategorii tylko częściowo, w pewnych obszarach; przykłady to:
- geografia – część jej działów należy do nauk społecznych, choćby demografia;
- antropologia – część fizyczna jest nauką przyrodniczą, ale antropologia kulturowa to nauka społeczna lub humanistyczna.

Ekonomia jest nauką społeczną, jednak zawiera działy jak ekonometria, podobne do nauk przyrodniczych w używaniu metod ścisłych, konkretniej ilościowych.
Pojęcie nauk przyrodniczych bywa używane w przyznawaniu nagród; przykładowo Nagroda Fundacji na rzecz Nauki Polskiej w początkowej fazie, w latach 1992–2010, miała kategorię nauk przyrodniczych i medycznych.